# Dovyalis hebecarpa
Dovyalis hebecarpa là một loài thực vật có hoa trong họ Liễu. Loài này được (Gardner) Warb. mô tả khoa học đầu tiên năm 1893.